# Khunjerab-Nationalpark
Der Khunjerab-Nationalpark liegt im südwestlichen Teil der Provinz Gilgit-Baltistan in Pakistan und wurde im Jahr 1975 auf Anraten des Naturforschers George Schaller von Zulfikar Ali Bhutto gegründet. Die Gesamtfläche umfasst 2270 km², womit er einer der größten Nationalparks des Landes ist. Im Süden grenzt er an den Zentral-Karakorum-Nationalpark, im Norden an das 14.000 km² große Taschkorgan-Reservat in China.
Der Park wurde in erster Linie zum Schutz des seltenen Marco-Polo-Argalis gegründet. Darüber hinaus beherbergt er Schneeleoparden, Wölfe, Braunbären, Sibirische Steinböcke und Blauschafe.